# Chau Say Tevoda
Chau Say Tevoda (kmerski za "Šuma žena") je kmerski hinduistički hram u Angkoru (Kambodža), izgrađen u 12. stoljeću.
Hram se nalazi istočno od Angkor Thoma, odmah južno od hrama Thommanona. Hram je izgrađen u stilu hrama Angkor Wata s obzidom od laterita promjera 50 x 40 m i četiri građevine od pješčenjaka koje su poredane u nizu od istoka prema zapadu: Istočna gopura (monumentalni portal), mandapa (molitvena dvorana), prasat (toranj iznad svetišta) i Zapadna gopura. Njegovi brojni sjajni bareljefi su pretrpjeli mnoga stradanja tijekom stoljeća, a najsačuvaniji su dva prizora iz epa Ramajana ("Boj Majmunskog kralja i njegova polubrata Vali Sugriva" i "Smrt Vali") na južnom zidu istočne gopure.
Od 1992. godine, Chau Say Tevoda je, kao dio Angkora, na popisu svjetske baštine UNESCO-a, a od 2000. do 2009. njegovu obnovu je provodila kineska vlada, i tada je bio zatvoren za javnost.
- Zapadna gopura
- Mandapa između "knjižnica"
- Prasat
- Chau Say Tevoda